# Arion fuscus
Arion fuscus е вид коремоного от семейство Горски охлюви (Arionidae).

## Разпространение
Видът е разпространен в Австрия, България, Чехия, Германия, Холандия, Полша, Словакия, Великобритания, Ирландия и Китай.